# O Lado B: 30 Anos - Ao Vivo
O Lado B: 30 Anos - Ao Vivo é um álbum ao vivo do grupo de pagode Só Pra Contrariar, lançado em 2019 no formato de CD e nas plataformas digitais.  Marcando a comemoração dos 30 anos de carreira do grupo, o álbum contém novas versões de canções antigas porém pouco conhecidas de seu vasto repertório de quatorze álbuns já lançados. Gravado no segundo semestre de 2019, o projeto contém regravações de músicas como "Tem Tudo a Ver", "Mistérios do Coração", (ambas do álbum de 1997), "Volta Meu Amor" (do álbum de 1994), "Miragem" (do álbum Bom Astral), entre outras.
A produção musical ficou a cargo de Cláudio Rosa e Fernando Pires, baterista e vocalista do SPC, que também ficou responsável pela seleção do repertório. O álbum tem a participação especial de Alexandre Pires, ex-vocalista do grupo, na faixa "No Céu da Paixão", versão da música "I Believe I Can Fly", de R. Kelly, gravada originalmente pelo grupo no álbum de 1999.

## Faixas do CD
| N.º | Título | Compositor(es) | Duração |  |
| 1.  | "Miragem (Bom Astral)" | Josias / Marquinhos Mosquera / Daniel Mesquita                                                                                                   | 3:46    |  |
| 2.  | "Pot-Pourri: Caí na Real / Volta Meu Amor (1997 / 1994)"                                                                                     | Luiz Cláudio / Regis Danese; Alexandre Pires | 4:25    |  |
| 3.  | "Teu Olhar (In Your Eyes) (Bom Astral)" | Michael Masser / Dan Hill (versão: Luiz Silva)                                                                                                   | 3:23    |  |
| 4.  | "Minha Fantasia (Produto Nacional I)" | Lenny Kravitz (versão: Alexandre Pires / Fernando Pires)                                                                                         | 3:27    |  |
| 5.  | "Pot-Pourri: Tudo Acaba em Perdão / Coração Profano (1999)"                                                                                  | Regis Danese / Luiz Cláudio; Altay Veloso | 5:15    |  |
| 6.  | "Pot-Pourri: Vem Morar Comigo / De Corpo Sem Alma / Saudade é Você / A Vida Me Deu Você (Bom Astral / 1999 / Produto Nacional II)"           | Altay Veloso / Paulo César Feital; Regis Danese / Luiz Cláudio; Alexandre Pires / Marquinhos Mosqueira; Alexandre Pires / Lourenço / Jota Moraes | 8:30    |  |
| 7.  | "Mistérios do Coração (1997)" | Luiz Cláudio / Regis Danese | 3:34    |  |
| 8.  | "Pot-Pourri: Não Chora / Vem Me Livrar Desse Abandono (1999 / Bom Astral)"                                                                   | Chico Roque / Sergio Caetano; Alexandre Lucas / Júlio Borges / Cacá Moraes                                                                       | 4:04    |  |
| 9.  | "No Céu da Paixão (I Believe I Can Fly) (1999)" (part. Alexandre Pires)                                                                      | R. Kelly (versão: Alexandre Pires / Marquinhos Mosquera)                                                                                         | 4:08    |  |
| 10. | "Tem Tudo a Ver (1997)" | Peninha | 3:35    |  |
| 11. | "Pot-Pourri: Vem Cá Menina / Doido Varrido / Preciso de Amor / Uma Linda História de Amor (O Samba não Tem Fronteiras / 1997 / 1994 / 1993)" | Alexandre Pires / José Fernando; Alexandre Pires / Lourenço; Edson Café; Lourenço / Jorge Caroso                                                 | 6:56    |  |